# Coahuila, Tamaulipas
Coahuila är en ort i Mexiko.   Den ligger i kommunen Ocampo och delstaten Tamaulipas, i den centrala delen av landet, 400 km norr om huvudstaden Mexico City. Coahuila ligger 183 meter över havet och antalet invånare är 109.
Terrängen runt Coahuila är kuperad åt nordväst, men åt sydost är den platt. Runt Coahuila är det glesbefolkat, med 12 invånare per kvadratkilometer. Närmaste större samhälle är Ocampo, 9,9 km väster om Coahuila. Omgivningarna runt Coahuila är en mosaik av jordbruksmark och naturlig växtlighet.